# ماونتین ویو، شهرستان لونا، نیومکزیکو
ماونتین ویو (به انگلیسی: Mountain View) یک منطقهٔ مسکونی در ایالات متحده آمریکا است که در شهرستان لونا، نیومکزیکو واقع شده‌است. ماونتین ویو ۱۲۲ نفر جمعیت دارد و ۱٬۳۱۳٫۰۹ متر بالاتر از سطح دریا واقع شده‌است.